# Subanua stassarti
Subanua stassarti is een vlinder uit de familie spinneruilen (Erebidae). De wetenschappelijke naam is voor het eerst geldig gepubliceerd in 2002 door Hacker & Legrain.
De soort komt voor in tropisch Afrika.